# Muqur (distrikt i Badghis)
Muqur är ett distrikt i Afghanistan. Det ligger i provinsen Badghis, i den nordvästra delen av landet, 600 km väster om huvudstaden Kabul. Arean är 1 133 kvadratkilometer.
Distriktet beräknades år 2022 ha cirka 28 000 invånare.